# Beniledra peculiaris
Beniledra peculiaris är en insektsart som beskrevs av Rauno E. Linnavuori 1972. Beniledra peculiaris ingår i släktet Beniledra och familjen dvärgstritar. Inga underarter finns listade i Catalogue of Life.